# ФК „Барселона“
Вижте пояснителната страница за други значения на ФК Барселона.
Футболен клуб „Барселона“, съкратено ФК „Барселона“ (на испански: Fútbol Club Barcelona и на каталонски: Futbol Club Barcelona каталонско произношение: [fubbɔɫ kɫub bərsəɫonə]) е професионален футболен клуб от едноименния испански град. По годишен оборот за финансовата година към сезон 2017/18  Барселона е на второ място в света и на първо в Испания с оборот от 390,8 млн. британски лири (около 844 млн. лева).

## В периода 1922/1957

### Les Corts, сцена на една успешна епоха
Стадионът „Лес Кортс“, тържествено открит през 1922 година, поставя началото на израстването на клуба по време на „Златната ера“ (1919/1929). Този прекрасен период бива внезапно прекъснат от избухването на Гражданска война в Испания и последиците от нея. Въпреки това на стадиона предстои да изживее още един величествен период, този с петте купи на „Барселона“.

### Началото на славните години – El Campo de Les Corts
Десетилетието между 1919 и 1929 е смятано за „Златна епоха“ в историята на „Барселона“, когато клуба се слави с играчи като Самитиер, Алкантана, Самора, Сахи, Пиера и Санчо, чиито умения привличат тълпите и клубът започва да се асоциира с Каталунската националност по време на един напрегнат и труден период. На 20 май 1922 година официално е открит новият стадион „Лес Кортс“, който скоро станал известен като „Катедралата на футбола“. Това бил един великолепен стадион с капацитет от 30 000 души, който по-късно бил удвоен до 60 000. На празненствата по случай 25-ата годишнина на клуба през 1924 г., почетени от известния плакат нарисуван от Валенсианския художник Josep Sagrelles, футболен клуб „Барселона“ имал 12 207 членове, което давало предпоставка за светло бъдеще. Пет години по-късно, през сезон 1928/29 „Барселона“ печели първата от многото си титли от Испанската Лига. Връхна точка в един период, в който „Барселона“ спечелва Каталунския шампионат през 1923/24, 1924/25, 1925/26, 1926/27 и 1927/28 и Испанския шампионат през 1924/25, 1925/26 и 1927/28. До последната победа се достига след две преигравания на мача с Реал Сосиедад и героично представяне от вратаря на „Барселона“ Франц Платко, който по-късно бил възхвален в стихотворение от Рафаел Алберти.

### Трудни времена
По средата на 20-те „Барселона“ страда от предвестията за Гражданската война, която ще бележи идващото десетилетие. На 14 юни 1925 година, по време на диктатурата на Примо де Ривера (испански диктатор от този период), в един домакински мач, на Orfeo Catalan, тълпата започнала да се присмива на Националния Химн на Испания и като репресивна мярка правителството затворило стадиона за шест месеца, който по-късно били намалени до три, и принудили Гампер да подаде оставката си като клубен президент. Пет години по-късно на 30 юли 1930 основателят на клуба починал. Въпреки че продължавал да притежава играчи от нивото на Ventolra, Raich и Escola, клубът навлязъл в период на западък, точно когато политическите конфликти засенчвали спорта сред обществото. „Барселона“ се изправила пред криза на три фронта:
финансов, социален (изразяващ се в спад на членовете) и спортен, където въпреки че спечелили Каталунският шампионат през 1929/30, 1930/31, 1931/32, 1933/34, 1935/36 и 1937/38, то успехът в Испания все им убягвал.

### Ефектът от Гражданската война
Месец след като Гражданската война започнала, президентът на „Барселона“ Josep Sunol бива убит от войници на Франко близо до Гуадалахара. За щастие отборът бил на турне в Мексико и САЩ, което въпреки че подобрило финансовото състояние на клуба, също се отразило на изпращането на заточение на половината отбор в Мексико и Франция. На 16 март 1938 година франкистите пускат бомба над клубната обществена сграда и причиняват сериозни поражения. Няколко месеца по-късно Барселона е заета от франкистите като символ на Каталунската националност клубът, който имал само 3486 членове, бил изправен пред редица сериозни проблеми. През март 1940, маркизът на Маса де Аста Енрике Пинейро, близък до режима на Франко, бил назначен за президент. По същото време името на клуба било сменено от английското и оригинално Futbal Club Barcelona на Испанското Club de Futbol Barcelona, (името било окончателното възстановено през 1973), и четирите червени линии на Каталунския герб били намалени до две, като оригиналът не е възстановен до 1949 година.

### Барселона по време на режима на Франко
Барселона награждава бившия испански диктатор Франсиско Франко с три медала и през 1965 г. той е станал почетен член на каталунския клуб."Камп Ноу" е открит от министъра на Франко генерал Хосе Солис Руис и Барселона е спасяван три пъти от фалит по време на франкисткия режим. Важно е да се отбележи,че по времето на управлението на Франко (1939 - 1975) Барселона печели 8 пъти испанското първенство и има 9 национални купи, а на Реал Мадрид са необходими цели 15 години след идването на новия режим в страната, за да спечели лигата. Мадридският тим е тежко пострадал от Испанската гражданска война (1936-1939), като играчите му са били убивани, арестувани и експулсирани, съдба която Барселона не е имала благодарение на близките си отношения с Франко.

### От ръба на изпадането до Copa Latina (1949)
През 40-те години клубът постепенно се възстановява от кризата, която почти го довежда до изпадане през 1942, въпреки че отборът печели Испанската купа същия сезон. По време на следващия сезон скандалният мач срещу Мадрид, в който съдията и полицията заплашват играчите на „Барселона“, кара Pineyro, който се чувства отвратен от заплахите отправени по адрес на отбора, да подаде оставка като президент на отбора. Със спечелването на Испанската лига през 1944/45, 1947/48 и 1948/49, както и на Copa Latina през 1949, клубът изглежда тотално е променил състоянието си и оставил проблемите от предишните години зад него. С играчи от ранга на Cesar, Basora, Velasco, Curta, братята Gonzalo, Seguer, Biosca и Ramallets като членове, клуба посреща своята 50-а годишнина през 1949 подкрепян от 24 893 членове и спечелил общо 21 шампионата на Каталуния, 9 купи и 4 титли от Испанското първенство.

### Купа (ЛА) и петте купи
С пристигането на Ласло Кубала през юни 1950, скоро става ясно, че „Барселона“ са се превърнали в прекалено голям отбор за техния стадион Les Corts. Между 1951 и 1953 Барселона печели всички възможни купи – Испанската лига през 1951/52 и 1952/53 и Испанската купа през 51, 52 и 53 година. По време на сезон 1951/52, благодарение на знаменитата си атакуваща формация в състав Басора, Cesar, Кубала, Moreno и Manchon съставът печели петте купи: Испанската лига, Испанската купа, Latin Cup, трофеите Eva Duarte и Martini Rossi.

## В периода от 1957 до 21 век
Ладислау Кубала бил твърде голяма личност за Les Corts и Клуба продължил с откриването на Камп Ноу (1957). Едни от най-великите играчи на света са имали честта да играят на този стадион (Кубала, Кройф, Марадона, Шустер, Стоичков, Ромарио ...), а през 1990 е сцена на едни от най-зрелищните мачове играни някога, благодарение на незабравимия Dream Team. И докато Клуба продължава да израства, стадиона постепенно е разширен и подобрен.

### Камп Ноу
(в превод „ново игрище“)
Кулминационния момент е злочестата афера с Ди Стефано, при която Аржентинската звезда най-накрая подписва с „Реал Мадрид“, което води до уволнението на президента на „Барселона“ Enric Marti Carreto. Неговия наследник Francesc Miro-Sans влага всичката си енергия с построяването на стадиона „Камп Ноу“, който е открит на 24 септември 1957 г. от министъра на Франко генерал Хосе Солис Руис. Новия стадион има 90 000 души капацитет и е идеалната обстановка за отбор който туко що е спечелил своята последна и най-нова купа, и има вече 40 000 членове. Начело с треньора Helenio Herrera, отборът, с отлични футболисти като Kocsis, Czibor, Evaristo, Kubala, Eulogio Martinez, Suarez, Villaverde, Olivella, Gensana, Segarra, Gracia, Verges и Tejada, става шампион на Испания през 1958/1959 и 1959/1960, и печели Купата на панаирните градове през 1957/1958 и 1959/1960. 60-те години не са продължение на успехите и отборът печели само 3 трофея през това десетилетие: Купата на Испания през 1963 и 1968, и Купата на панаирните градове през 1966 г. Въпреки това Клубът все повече и повече се солидаризирал с Каталунската Общественост по онова време и станал известен като „more than a club“ (повече от клуб), заради своята обществена и социална важност. Клубът отново става център на националистическа емоционалност през периода на диктатура, която била тежко повалена от други известни манифестации на Каталунското Общество.

### Пристигането на Йохан Кройф
„Барселона“ печели Купата на Испания през 1971 г. И през октомври започва работа по Palau Blaugrana (залата за Баскетбол) и Ледената пързалка за Хокей. Две години по-късно, през 1973 г., подписването на легендата Йохан Кройф поставя последните щрихи на чудесната нападателна линия – Rexach, Asensi, Cruyff, Sotil i Marcial, благодарение на които отбора става шампион на Испания през 1973/1974. На връх 75-ия юбилей на Клуба членовете станали 69 566, правещи го най-могъщия спортен клуб на света.

### Ерата на Хосеп Луис Нунес (1978 – 2000)
Започва със спечелването на Испанската купа през 1978. Josep Lluis Nunez става президент на 6 май с ясно послание за съживяване и възобновяване. От този момент Клубът започва значителен период на разширяване и финансова стабилност свързана е увеличаване на членовете на Клуба, поземлени подобрения, и най-вече спортен успех. С 30 000 Каталунци присъстващи на финала Барса печели КНК (Купа за Носители на Купи) през 1979, а след това Испанската лига през 1984 под ръководството на Terry Venables, точно преди чудесната ера на „Дрийм Тийма“ на Кройф, с който Барса става 4 пъти шампион на Испания през периода от 1990 до 1994, както и печели първото издание на Шампионската лига на 20 май 1992 на легендарния стадион Уембли.

### Йохан Кройф (1988 – 1996)
През 1988 година Йохан Кройф се завръща в клуба като старши треньор. Той създава така наречения „Дрийм Тийм“. В него той привлича чуждестранни звезди, като Михаел Лаудруп, Роналд Куман, Ромарио и Христо Стоичков. Освен тях Кройф използва и испански футболисти като Хосеп Гуардиола, Хулио Салинас, Гилермо Амор, Хосе Мари Бакеро, Андони Гойкоечеа, Мигел Анхел Надал, Алберт Ферер, Андони Субисарета и Чики Бегиристайн. Под негово ръководство тимът печели 4 пъти Примера Дивисион. Побеждава Сампдория на два пъти на финала на Купа на носителите на купи през 1988/1989 и на финала на първата Шампионска лига през 1992. С 11 трофея Йохан Кройф е най-успешният мениджър в историята на клуба.

### Боби Робсън (1996 – 1997)
След това се появява Боби Робсън, с който отборът печели КНК, Купата на Испания и Суперкупата на Испания през сезона 1996/1997. След него начело на Барса застава Луис ван Гаал с който отбора става 2 пъти шампион на Испания през 1997/1998 и 1998/1999, като за първи път от 39 години насам отбора прави „дубъл“ (шампион на Испания + Купа на Испания).
Имена като Migueli, Санчес, Караско, Шустер, Урути, Марадона, Субисарета, Линекер, Бакеро, Бегиристайн, Амор, Куман, Лаудруп, Ферер, Стоичков, Гуардиола, Ромарио, Серхи, Абелардо, Роналдо, Луис Енрике, Фиго, Ривалдо, Клуйверт, Пуйол, Савиола дават своя принос за тази убедителна ера на успех. Тържеството по случай 100-годишнината на Клуба съвпада с пристигането на новия президент Жоан Гаспарт, чиито усилия са насочени към изпълнение на новите тренировъчни средства „Ciutat Esportiva Joan Gamper“ в Sant Joan Despi

## През 21 век
Уникалната обществена позиция на Барса продължава да расте. „Барселона“ е единственият отбор в Европа който се е класирал всяка година за Европейски Футболни турнири от стартирането им през 1955 до днешни дни, а със спечелените 4 Купи за Носители на Купи Барса е недосегаема на върха. Каталунците са рекордьори по отношение на спечелени Купи на Испания – 24 на брой. Останалите спортни отдели са еднакво успешни на национално и международно равнище. Членовете на Клуба наброяват 105 706 души, а фен-клубовете са около 1508 от цял свят.
Отборът е създаден на 29 ноември 1899 г. Оттогава клубът е спечелил 5 трофея КЕШ, 4 трофея КНК, 3 трофея Купа на УЕФА, както и 30 Купи на краля (Купа на Испания). Тимът е бил 25 пъти шампион на Испания, като с тези трофеи се нарежда сред най-титулуваните клубове в Европа.
Отборът играе на огромния стадион Ноу Камп, чийто капацитет е 98 772 седящи места – най-големият футболен стадион в Европа. В отбора са играли легенди като Христо Стоичков, Йохан Кройф, Марадона, Роналд Куман, Роналдо, Ривалдо, Ромарио, Андони Субисарета, Роналдиньо и Меси.
Официалният екип на „Барселона“ е синьо-червен, а резервният – сив, оранжев или светло син.
Последният си сезон (2005/06) „Барселона“ стана шампион на испанската Примера дивисион, отпадна рано за Купата на краля и стана шампион на Европа като спечели Шампионската лига, на финала Барса спечели с 2:1 срещу Арсенал.
С постиженията си за последните пет години на Европейските терени „Барселона“ е на второ място в класацията на УЕФА за този период, като пред каталунския тим е само педнадесеткратния носител на КЕШ Реал Мадрид.

## Ерата „Гуардиола“
В началото на сезон 2008/09 на кормилото на „Барселона“ застава клубната легенда и участник от „дрийм тима“ Хосеп Гуардиола, заменил на поста холандеца Франк Рийкард. Пеп е в началото на своята треньорска кариера е водил само „Б“ отбора на каталунците. Още в първия си сезон начело на родния клуб той печели абсолютно всички възможни трофеи. Като за начало става шампион по категоричен начин, два кръга преди края на шампионата в Примера дивисион и с осем точки преднина пред кръвния враг – Реал Мадрид. Печели и Купата на краля като на финала „Барселона“ побеждава Атлетик Билбао с 4:1. Каталунците печелят исторически требъл, след като на финала на Шампионската лига отстраняват Манчестър Юнайтед с 2:0. Успехите не приключват дотук. Следва Суперкупата на Испания където отново побеждават тима на Атлетик Билбао и Суперкупата на УЕФА спечелена след продължения с Шахтьор Донецк. На 19 декември 2009 „Барселона“ завършва годината по блестящ начин като печели Световното клубно първенство. Във финалната среща побеждава аржентинският Естудиантес с 2:1 след продължения. Така „Барселона“ става първият тим спечелил 6 трофея от 6 възможни. Феновете на „каталунците“ обаче помръкват след загубата на „Барселона“ от Реал Мадрид с 2:1 през сезона 2011/2012, което на практика ги оставя без шансове за спечелване на Примера дивисион. Oтпадат и от Шампионската лига, като губят от Челси с общ резултат 3:2

## Наследниците на Гуардиола

### Тито Виланова (2012 – 2013)
След като през Ерата на Гуардиола, Барса печели абсолютно всичко, каталунците се опитват да изберат негов заместник след като той напуска отбора. Този заместник обаче трябва да притежава сходен стил като на Пеп, за да не се развали хегемонията на блауграна. Именно това е една от причините да бъде избран за нов треньор доскорошния му помощник Тито Виланова. Той застава официално начело на клуба на 15 юни 2012 г. Първият сезон на Тито минава добре, като Барса става шампион на Испания с рекордните 100 точки. След края на сезона обаче той напуска клуба заради рак на слюнчената жлеза.

### Тата Мартино (2013 – 2014)
На 23 юли 2013, официалният сайт на „Барселона“ съобщава, че новият треньор на отбора ще бъде Херардо Мартино, познат още като Тата Мартино, като се допълва, че специалистът ще подпише договор за две години. Първият сезон на аржентинския наставник е много лош. „Барселона“ не успява да спечели нито един трофей, като завършва на второ място в Примера дивисион и отпада на четвъртфиналите в Шампионската лига. Освен това в края на сезона, каталунците изпадат в траур. Техният бивш треньор Тито Виланова умира заради коварната болест рак на слюнчената жлеза, причината която го накара да подаде оставка след края на миналия сезон. Поради тази причина в следващия мач на Барса, каталунците излизат със специални фланелки в памет на Тито.
Заради слабия сезон, „Барселона“ и Тата Мартино решават да прекратят договора си по взаимно съгласие, а за заместник на аржентинеца се избира бившият футболист на тима – Луис Енрике.

### Луис Енрике (2014 – 2017)
На 19 май 2014 г., „Барселона“ съобщава, че от новия сезон треньор на отбора ще бъде Луис Енрике. Испанският специалист подписва договор за 2 години. През сезон 2014/2015, каталунците постигат впечатляващи успехи и печелят 5 купи – Титлата в Испания, Купата на краля, Шампионска лига, Суперкупата на Европа и Световното клубно първенство. В Примера Дивисион блаугранас записват актив от 94 точки, с 2 точки повече от вечния враг Реал Мадрид и с 16 точки повече от Атлетико Мадрид, побеждават в 30 мача, 4 мача завършват наравно и допускат едва 4 загуби. Общо за 38 мача, „Барселона“ вкарва 110 гола и допуска едва 21 гола. В турнира Купата на краля лос кулес побеждават Уеска с общ резултат 8:1 от двата мача, Елче с общ резултат 0:9, Атлетико Мадрид с общ резултат 2:4, на полуфиналите отстраняват Виляреал с общ резултат 2:6. На финала съперник на Барса е Атлетик Билбао. Мачът се провежда на 30 май 2015 година. „Барселона“ печелят трофея с 3:1, след 2 гола на Меси и един на Неймар, за Билбао точен е Иняки Уилямс. В Шампионската лига каталунците са в една група с ПСЖ, Аякс и Апоел Никозия. Първият им мач е домакинство срещу Апоел на 17 септември 2014 г. и завършва с победа за Лос кулес с 1:0, след гол на Жерар Пике в 28-ата минута. Вторият им мач е гостуване на френския гранд ПСЖ на 30 септември 2014 г. и завършва със загуба с 3:2. Давид Луис бележи в 10-а минута за 1:0, две минути по-късно Лионел Меси изравнява за 1:1, но Марко Верати и Блез Матюиди правят резултата 3:1 в полза на французите. Неймар връща един гол в 56-а минута, но Барса не успява да победи. Третият мач е домакинство срещу Аякс на 21 октомври 2014 година. Каталунците побеждават с 3:1, след голове на Неймар в 4-та, Меси в 24-та и Сандро в 94-та минута. Четвъртият мач на „Барселона“ е гостуване на Аякс на 5 ноември 2014 година. Блаугранас печелят с 0:2 след два гола на Меси в 36-а и 76-а минута. Петият мач е гостуване на Апоел на 25 ноември 2014 години. В този мач каталунците разгромяват съперника си с 0:4, след голове на Луис Суарес в 27-ата минута и хеттрик на Меси – той се разписва в 38-ата, 58-ата и 87-ата минута. Последният мач от груповата фаза е домакинство на ПСЖ на 10 декември 2014 година. Каталунците този път печелят с 3:1, с голове на Меси в 19-а, Неймар в 42-ра и Суарес в 77-ата минута. В крайна сметка Барса печели 15 точки, с 5 повече от втория ПСЖ и финишира на първо място в групата си. На осминафиналите техен съперник е Манчестър Сити. Първият мач е в Англия на 24 февруари 2015 г. и завършва с победа за каталунците с 1:2. И двете попадения са отбелязани от Луис Суарес, съответно в 16-а и 30-а минута. Реваншът е на Камп Ноу на 18 март 2015 година. Блаугранас отново печелят, този път с 1:0, след гол на Иван Ракитич в 31-вата минута. Така с общ резултат 3:1, Барса се класира за четвъртфиналите. Там техен съперник е ПСЖ, като първият мач е в Париж на 15 април 2015 година. Каталунците печелят с 1:3, с голове на Неймар в 18-а и на Луис Суарес в 67-ата и 79-а минута. Реваншът е в Испания на 21 април 2015 година и Лос кулес отново печелят, но с 2:0, след голове на Неймар в 14-а и 34-та минута. Така с общ резултат 5:1, синьо-червените се класират за полуфиналите. Там техен съперник е немския гранд Байерн Мюнхен, като първият мач е в Барселона и завършва с победа на домакините с 3:0. В този мач Лионел Меси съсипва защитата на баварците и бележи два гола – в 77-ата минута с далечен изстрел, след пас на Дани Алвеш и в 80-а, когато финтира Боатенг, който се свлича на тревата, а Меси елегантно прехвърля Мануел Нойер. В 94-та минута Неймар остава очи в очи с Нойер и оформя крайния резултат. Реваншът е в Мюнхен на 12 май 2015 година. Баварците печелят с 3:2 с голове на Мехди Бенатия, Роберт Левандовски и Томас Мюлер, съответно в 7-ата, 59-а и 74-та минута. Неймар бележи два пъти – в 15-а и 29-а минута. В крайна сметка с общ резултат 3:5, каталунците се класират за финала в Берлин на 6 юни 2015 година. Там техен съперник е хегемонът в италианското първенство – Ювентус. Главен съдия е опитния турски арбитър Джунейт Чакър. Мачът се играе пред 70 442 души на Олимпийски стадион (Берлин). „Барселона“ започва добре мача и Иван Ракитич бележи в 4-та минута, след пас на Андрес Иниеста. Първото полувреме завършва без нови голове, но най-интересното предстои. През второто полувреме Ювентус изравнява резултата след попадение на Алваро Мората в 55-а минута. Следват силни минути за италианците, но те така и не стигат до обрат. Вместо това, в 68-ата минута, след силен шут на Лионел Меси, Джанлуиджи Буфон не успява да хване топката и тя попада на крака на Луис Суарес, който шутира към опразнената врата и бележи за 2:1. След това попадение, и двата отбора създават положения, но не се стига до гол. В 97-ата минута на мача, защитата на италианците се пропуква и Педро асистира на Неймар и бразилеца с прецизен изстрел оформя крайното 3:1 и унищожава надеждите на Ювентус за изравняване на резултата. По този начин каталунците печелят за 5-и път Шампионската лига и реализират 31 попадения, допускат 11 попадения, като печелят 11 от 13 двубоя по пътя към трофея. Лионел Меси и Неймар бележат 10 попадения и заедно с Кристиано Роналдо си поделят голмайсторския приз в 60-о издание на Шампионската лига. Луис Суарес отбелязва 7 попадения. На 11 август 2015 година се провежда финала на Суперкупата на Европа, на който се срещат „Барселона“ и Севиля – победителите в Шампионска лига и Лига Европа. Мачът се провежда в Тбилиси, Грузия. Срещата се превръща в истинско голово шоу, редовното време завършва при резултат 4:4, за каталунците се разписват Лионел Меси в 7-ата и 16-а минута, Рафиня в 44-та минута и Луис Суарес в 52-рата минута. За севилци бележат Банега, Рейес, Гамейро (от дузпа) и Коноплянка. Така се стигат до продължения. През второто продължение, в 115-а минута Педро отбелязва за крайното 5:4 и донася титлата на каталунците. „Барселона“ губят срещу Атлетик Билбао за Суперкупата на Испания. В първия мач, проведен в Билбао, Атлетик печели с категоричното 4:0. В ответния мач в „Барселона“, двата тима завършват наравно – 1:1, Меси бележи в 43-та минута и с общ резултат 1:5, Атлетик печелят Суперкупата. На Световното клубно първенство, „Барселона“ се изправя срещу китайския Гуанджоу Евъргранде на 17 декември 2015 г. в полуфинален сблъсък. Каталунците побеждават с класическото 3:0, след голове на Луис Суарес в 39-а, 50-а и 67-а минута. На 20 декември 2015 година е големият финал, противопоставящ „Барселона“ и „Ривър Плейт“. Пред 66 853 зрители, каталунците побеждават символичните домакини с 0:3. Лионел Меси бележи в 36-а минута, а Луис Суарес в 49-а и 68-а минута.
През сезон 2015/16 в Ла Лига каталунците стават отново шампиони и завършват с 92 точки, печелят 29 мача, наравно завършват 4 пъти и губят 5 мача. Общо за целия шампионат, Барса отбелязват 112 гола и допускат 29 гола. В Copa del Rey (Купата на краля) каталунците започват успешно защитата на титлата, след като отстраняват Вилянувензе с общ резултат 6:1, след това побеждават Еспаньол с общ резултат 6:1, на четвъртфиналите отстраняват Атлетик Билбао с общ резултат 5:2, на полуфиналите побеждават Валенсия с общ резултат 8:1 и се класират за финала, който се провежда на 22 май 2016 година. Там съперник на блаугранас е тимът на Севиля, като Барса печелят с 2:0, след голове на Жорди Алба и Неймар в продълженията. В груповата фаза на Шампионската лига, каталунците са заедно с отборите на Рома, Байер Леверкузен и Бате Борисов. Барселона печели безапелационно групата след 4 победи (2 победи срещу Бате Борисов, 1 победа срещу Рома и Байер Леверкузен) и 2 равенства (с Байер Леверкузен и Рома) и събират общо 14 точки. На 23 февруари 2016 г. е първият осминафинален мач, който е гостуване на Арсенал. Барса печелят с 0:2, след 2 гола на Меси в 71-та и от дузпа в 83-та минута. Реваншът се играе на 16 март 2016 г., лос кулес побеждават с 3:1, след голове на Неймар в 18-а, на Суарес в 65-а и на Меси в 88-ата минута. Така с общ резултат 5:1 блаугранас се класират за четвъртфиналите. Там техен съперник е Атлетико Мадрид. На 5 април 2016 г. синьо-червените побеждават с 2:1, след два гола на Суарес в 63-та и 74-та минута. Ответният мач е на 13 април 2016 г., този път дюшекчиите печелят с 2:0, с голове на Антоан Гризман в 36-а и от дузпа в 88-ата минута. По този начин с общ резултат 3:2, мадридчани отстраняват Барса и не им позволяват да защитят титлата си. В крайна сметка сезон 2015/16 се оказва най-успешният за Луис Суарес с екипа на „Барселона“, той отбелязва 40 гола в Ла Лига и 59 гола във всички турнири. В основата на тези успехи е нападателното атомно трио на „Барселона“ – Лионел Меси, Луис Суарес и Неймар, наричани често MSN (Messi-Suárez-Neymar), които за един сезон отбелязват 122 гола и по този начин стават най-резултатното трио в историята на испанския футбол. Общо за календарната 2015, клубът отбелязва 180 гола, като по този начин успява да подобри рекорда на клубния враг Реал Мадрид, който през 2014 е отбелязал 178 гола. През сезон 2016/17 лос кулес завършват на второ място в Ла Лига, с актив от 90 точки, с три по-малко от шампиона Реал Мадрид. Барса отбелязва 116 гола, допуска 37 гола, побеждава в 28 срещи, губи 4 срещи и завършва наравно 6 пъти. В турнира за Купата на краля, каталунците стават шампиони, след последователни победи в два мача срещу Еркулес, Атлетик Билбао, Реал Сосиедад и Атлетико Мадрид. На финала побеждават Алавес с 3:1, след голове на Меси, Неймар и Пако Алкасер. Каталунците печелят Суперкупата на Испания след две победи срещу Севиля, с общ резултат 5:0. През сезон 2016/17 в Шампионската лига лос кулес са в една група с Манчестър Сити, Борусия Мьонхенгладбах и Селтик. Барса печели 15 точки и завършва на първо място в групата, каталунците печелят 5 мача и губят само един, с 3:1 като гости на Сити. В осминафиналната фаза, съперник на лос кулес е отборът на ПСЖ. Първият мач се провежда в Париж, на 14 февруари 2017 г., рефер на срещата е Шимон Марчиняк. Пред погледа на 46 484 зрители, принцовете побеждават с 4:0, след попадения на Ди Мария в 18-а минута, на Дракслер в 40-а минута, отново на Ди Мария в 55-та минута и на Кавани в 72-та минута. Реваншът е на Камп Ноу, на 8 март 2017 г., рефер на срещата е Дениз Айтекин. Пред почти пълния стадион (присъстват 96 290 зрители), Барса постига най-големият обрат в историята на ШЛ, след като побеждава ПСЖ с 6:1 и по този начин с общ резултат 6:5 се класира за четвъртфиналите. Каталунците започват надъхани мача, въпреки че обратът изглежда почти невъзможен. Луис Суарес се разписва в 3-та минута, Курзава си вкарва автогол в 40-а минута и така каталунците водят с 2:0 на почивката. През второто полувреме лос кулес се развихрят, Меси бележи в 50-а минута и прави резултата 3:0. Само че Кавани успява да вкара гол в 62-та минута и резултатът става 3:1 и съответно 3:5 общ резултат. Барса засилва натиска си, Неймар бележи от пряк свободен удар в 88-ата минута, реализира дузпа в 91-та минута и общия резултат става 5:5. В 95-а минута, буквално в последната атака в мача, Неймар подава в наказателното поле, множество играчи на каталунците се разминават с топката, но Сержи Роберто протяга крак и вкарва топката във вратата на парижани, като по този начин изхвърля ПСЖ от Шампионската лига и оформя крайния резултат – 6:1. Двубоят е наречен The Comeback (Завръщането), или La Remontada на испански. На четвъртфиналите съперник на каталунците е италианския шампион Ювентус. Първият мач е на 11 април 2017 г., в Торино и завършва с победа за Ювентус с 3:0, след два гола на Дибала и един на Киелини. Реваншът е на 19 април 2017 г., в Испания лос кулес не успяват да отбележат и мачът завършва 0:0, общ резултат 0:3 и по този начин Ювентус отстранява Барса от турнира.

### Ернесто Валверде (2017 – 2020)
На 29 май 2017 г., Ернесто Валверде замества Луис Енрике като треньор на „Барселона“. Първоначално бившият треньор на Атлетик Билбао не започва добре, тъй като губи първите си два мача от Реал Мадрид за Суперкупата на Испания, с общ резултат 5:1. След тези два мача обаче отборът на „Барселона“ остава непобеден цели 29 срещи във всички състезания (от 20 август 2017 г. до 17 януари 2018 г.), когато губи от отбора на Еспаньол с 1:0 в среща от четвъртфиналите на Копа дел Рей (общ резултат 2:1 за блаугранас). След тази загуба, каталунците отново удивляват като правят серия от 15 мача без загуба. През сезон 2017/18 в Шампионската лига, каталунците са в една група с: Ювентус, Спортинг Лисабон и Олимпиакос. Барса завършва на първо място в групата с 14 точки, печели 4 мача и завършва наравно в 2 мача (като гости на Ювентус и Олимпиакос). На четвъртфиналите съперник на блаугранас е английския Челси. Първият мач е в Лондон, на 20 февруари 2018 г. и завършва 1:1. Реваншът е на Камп Ноу, на 14 март 2018 г. и завършва с победа за Барса с 3:1, точни за успеха са Меси (2 гола) и Дембеле. По този начин с общ резултат 4:1, каталунците се класират за четвъртфиналите. Там техен съперник е италианския Рома. На 4 април 2018 г. се изиграва първия мач, който е в Испания и завършва с успех на „Барселона“ с 4:1, след автоголове на Де Роси и Манолас и голове на Пике и Суарес. Реваншът е на 10 април 2018 г. в Италия и завършва с победа на римските вълци 3:0, така общият резултат става 4:4 и заради повечето голове на чужд терен, Рома продължава към полуфиналите, а каталунците отпадат. Въпреки това каталунците печелят Примера Дивисион с рекордните 43 мача без загуба, като печелят 93 точки, записват 28 победи, 9 пъти завършват наравно и губят само 1 мач. Също така те отбелязват 99 гола и допускат 29 гола. На 13 май 2018 г., в предпоследния кръг от сезона в Ла Лига, каталунците губят с 5:4 от Леванте. На 21 април 2018 г. лос кулес печелят Купата на краля, побеждавайки с 5:0 на финала отбора на Севиля, като преди това са отстранили Реал Мурсия, Селта, Еспаньол и Валенсия. На 12 август 2018 г. във финала за Суперкупата на Испания, „Барселона“ печели трофея с резултат 1:2, след голове на Пике и Дембеле. През сезон 2018/19 в Ла Лига, каталунците стават шампиони, след като завършват с 87 точки, печелят 26 мача, губят 3 мача и завършват наравно 9 пъти. Те отбелязват 90 попадения и допускат 36 попадения. В Купата на краля, лос кулес побеждават Културал Леонеса с общ резултат 5:1, Леванте с общ резултат 4:2, Севиля с общ резултат 6:3, Реал Мадрид с общ резултат 1:4 и достигат до финала. На 25 май 2019 година е решаващият сблъсък с Валенсия, в който лос кулес губят с 1:2 от прилепите. През сезон 2018/19 в ШЛ каталунците са в една група с: Тотнъм, Интер и ПСВ. Блаугранас печелят 4 мача и завършват наравно 2 пъти. С актив от 14 точки, те печелят първото място в групата и се класират за елиминационната фаза. На осминафиналите техен съперник е Олимпик Лион. Първият мач е във Франция, на 19 февруари 2019 г. и завършва без победител – 0:0. Реваншът е на Камп Ноу, на 13 март 2019 г. и завършва с грандиозна победа за Барса – 5:1, като точни за успеха са: Меси (2 гола), по един отбелязват Коутиньо, Пике и Дембеле. Следващият съперник на лос кулес е Манчестър Юнайтед. Първият мач между двата отбора е на 10 април 2019 г., в Англия и завършва с победа на гостите – 0:1, след автогол на Шоу в 12-а минута. На 16 април 2019 г. се изиграва реваншът в Испания, каталунците побеждават с 3:0, с 2 гола на Меси в 16-а и 20-а минута и един на Коутиньо в 61-ва минута. Така с общ резултат 4:0, лос кулес се класират за полуфиналите. Там техен съперник е Ливърпул. На 1 май 2019 година, на Камп Ноу, блаугранас печелят с 3:0, след два гола на Меси и един на Суарес. Реваншът се провежда в Англия, на 7 май 2019 година и завършва с победа за Ливърпул с 4:0, след два гола на Ориги и Вайналдум. По този начин, с общ резултат 4:3, каталунците отпадат от турнира, на крачка от финала.
През февруари 2019 г. Ернесто Валверде подписва нов едногодишен договор с клуба.
През сезон 2019/20 в Ла Лига, каталунците завършват на второ място, с актив от 82 точки, пет по-малко от шампиона Реал Мадрид. Барса побеждават в 25 мача, губят 6 мача и завършват наравно 7 пъти, отбелязват 86 гола и допускат 38 гола. През сезон 2019/20 в ШЛ, каталунците са в една група с: Борусия Дортмунд, Интер и Славия Прага. Блаугранас завършват групата на първо място, с 14 точки, побеждават в 4 мача и завършват наравно 2 пъти. По този начин Барса се класира за елиминационната фаза. Заради пандемията от коронавирус, мачовете за Купата на краля и елиминационната фаза на Шампионската лига се играят в един мач, няма реванш, както до момента. На 9 януари 2020 година, след загубата от Атлетико Мадрид с 2:3 във финала за Суперкупата на Испания, Ернесто Валверде е уволнен, от 13 януари мениджър на отбора е Кике Сетиен.

### Кике Сетиен (януари – август 2020)
На 22 януари 2020 година, в първия мач за Купата на краля срещу Ибиса, каталунците печелят с 1:2, с два гола на Гризман в 72-ра и 94-та минута. На 30 януари 2020 година, каталунците се изправят срещу Леганес и побеждават с 5:0, след 2 гола на Меси, по един гол вкарват Гризман, Лангле и Артур. На 6 февруари 2020 г., на четвъртфиналите на турнира, Атлетик Билбао печели с 1:0 срещу Барса, след автогол на Бускетс в 93-та минута. В осминафиналната фаза на ШЛ, съперник на каталунците е Наполи. Първият мач е на 25 февруари 2020 г., в Италия и завършва 1:1, за блаугранас точен е Гризман. Реваншът е на Камп Ноу, на 8 август 2020 година (а не на 17 юни, каквато е първоначалната дата след затварянето, заради COVID-19) и завършва с победа на каталунците – 3:1, с голове на Лангле, Меси и Суарес от дузпа. Така с общ резултат 4:2, лос кулес се класират за четвъртфиналите. Съперник на четвъртфиналите е немския гранд Байерн Мюнхен. Мачът се провежда на 14 август 2020 година и завършва с разгромна загуба за „Барселона“ – 2:8, след 2 гола на Мюлер, по един гол на Перишич, Гнабри и Кимих и Левандовски и 2 гола на Коутиньо (който играе под наем в Байерн, но е играч на Барса). Алаба си отбелязва автогол в 7-а минута, а Луис Суарес отбелязва в 57-ата минута (това се оказва неговия последен гол за Барса, под номер 198, по-късно през лятото той става футболист на Атлетико Мадрид). След тази колосална загуба, Кике Сетиен е уволнен на 17 август и на негово място, на 19 август е назначен бившият футболист на Барса – Роналд Куман. Договорът му е до 30 юни 2022 година.

### Роналд Куман (2020 – 2021)
В началото на сезон 2020/21 в Ла Лига (лос кулес започват от 3-ти кръг), Барса записва противоречиви резултати: победи с 4:0 срещу Виляреал, с 0:3 срещу Селта, с 5:2 срещу Бетис, с 4:0 срещу Осасуна, с 2:1 срещу Реал Сосиедад, с 0:3 срещу Валядолид, но и загуби срещу Хетафе (1:0), срещу Реал Мадрид в Ел Класико (1:3), срещу Атлетико Мадрид (1:0) и срещу новака Кадис (2:1), както и ремита като гости на Алавес (1:1), на Камп Ноу срещу Севиля (1:1), срещу Валенсия (2:2) и срещу Ейбар (1:1). „Барселона“ започват ударно новата 2021 година, с три поредни победи в Ла Лига и то като гости. Победени са съответно Уеска (0:1) на 3 януари, Атлетик Билбао (2:3) на 6 януари, както и разгромна победа на 9 януари срещу Гранада (0:4). След тези двубои, Барса записват серия от 11 мача без загуба в първенството (10 победи и 1 равенство). На 15 март 2021 г., в мач от 27-и кръг между „Барселона“ и Уеска, Лионел Меси записва своя мач № 767 за каталунския клуб, по този начин изравнява рекорда за най-много двубои на Шави. Клубът подготвя гигантски банер, разположен зад една от вратите, със снимка на Шави и Меси и надпис: „767 мача, докосвайки небето“. „Поздравления, Лео! Чест е за мен, че точно ти повтори моя рекорд“, пише в Instagram Шави под съвместна снимка с бившия си съотборник на „Камп Ноу“. В крайна сметка каталунците разбиват гостите с 4:1, Меси бележи 2 гола, по един отбелязват Гризман и Мингеса. Положителната серия приключва на 10 април 2021 г., в 30-ия кръг, когато гостуват на Реал Мадрид. Мачът започва силно за лос кулес, но въпреки това в 13-а минута белите повеждат с 1:0, точен е Карим Бензема. В 28-а резултатът става 2:0, след като при пряк свободен удар, изпълнен от Кроос, топката първо се удря в гърба на Дест, след това от главата на Алба влиза във вратата на каталунците. В самия край на първото полувреме, Меси пробва да вкара гол директно от корнера, но топката нацелва гредата. През второто полувреме дъждът в Мадрид се усилва и качеството на играта се влошава. Все пак в 60-а минута каталунците намаляват резултата на 2:1, след прекрасна атака и гол на Оскар Мингеса. В 84-а минута лос кулес протестират срещу неотсъдено нарушение срещу Брейтуейт в наказателното поле. В последните минути на двубоя, гостите се опитват да направят финален щурм, в 94-а минута Мориба разтриса горната греда, но гол така и не е отбелязан. Барса остават на третото място с актив от 65 точки. В крайна сметка лос кулес завършват на 3-то място сезона, след като записват 24 победи, 7 равенства и 7 загуби и актив от 79 точки. Те отбелязват 85 гола и допускат 38 гола. В турнира за Supercopa de España (Суперкупата на Испания), съперник на Барса в полуфиналната фаза е Реал Сосиедад. Мачът се играе на 13 януари 2021 г. в Кордоба. Каталунците повеждат с 0:1, след гол на Френки де Йонг в 39-а минута. През второто полувреме Сосиедад съумяват да изравнят резултата, след гол от дузпа на Оярсабал в 51-а минута. До края на редовното време не настъпват промени и се навлиза в продължения, в които двата отбора също не успяват да си отбележат нови попадения. При последвалите дузпи Барса надделяват с 2:3, за Сосиедад точни са Мерино и Янузай, а за каталунците бележат Дембеле, Пянич и Рики Пуч, докато Гризман и де Йонг не успяват да вкарат гол. На 17 януари 2021 г. се играе финалът на турнира. Съперник на лос кулес е коравият тим на Атлетик Билбао. Мачът не започва особено атрактивно, без чисти положения и за двата тима. В 40-та минута обаче Антоан Гризман отбелязва гол и каталунците повеждат в резултата. Радостта на каталунците е кратка, защото само 2 минути по-късно баските изравняват, точен е Оскар де Маркос. През второто полувреме каталунците отново побеждат, точен е Гризман в 77-а минута. Мачът изглежда с предизвестен победител, когато в 90-та минута резервата на Билбао – Вилялибре отбелязва за 2:2. В 93-а минута и Иняки Уилямс се разписва за 2:3, след силен далечен шут, така обратът е налице. В продълженията каталунците така и не успяват да изравнят резултата и мачът завършва с победа за Билбао, а освен това в 121-а минута Лионел Меси е изгонен, заради удар с юмрук без топка срещу играч на баските. Това е първи червен картон за Меси с екипа на „Барселона“. Каталунците започват участието си за Купата на краля на 21 януари 2021 г. Техен съперник е Корнея. Барса печели с 0:2 след голове на Дембеле в 92-а минута и на Брейтуейт в 121 минута. Следващия съперник на осминафиналите е Райо Валекано. Райо повежедат в 63-а минута, след гол на Гарсия. 7 минути по-късно лос кулес изравняват след гол на Меси. В 80-а минута се разписва и Френки де Йонг. Така каталунците постигат обрат и побеждават с 1:2. На 3 февруари 2021 г. каталунците излизат в четвъртфинален сблъсък с Гранада. Гранада повежда с 2:0. Барселона обаче обръщат мача след голове на Гризман в 88-а минута и в 100-а минута, Френки де Йонг бележи в 108-а минута, Алба също бележи на два пъти, в 92-а и 113-а минута. Преди втория гол на Алба, в 103-а минута Вицо прави резултата 3:3 след гол от дузпа. Крайния резултат е 3:5 за Барса, които достигат до полуфиналите. На 10 февруари 2021 г. се провежда първия полуфинален мач със Севиля. Севилци печелят с 2:0 след голове на Кунде в 25-а минута и на Ракитич в 85-а минута. Реваншът се играе на 3 март 2021 г. на Камп Ноу. Барса изиграват прекрасен мач и побеждават с 3:0. Точни за успеха са Дембеле в 12-а минута, Пике в 94-а и Брейтуейт в 95-а минута. Така с общ резултат 3:2 каталунците се класират за финалния мач. Финалът се играе на 17 април 2021 г. и противопоставя Атлетик Билбао и Барселона. През второто полувреме на срещата, каталунците се развихрят и отбелязват 4 попадения. Точни са Гризман в 60-а минута, Френки де Йонг в 63-а минута, а Меси отбелязва два гола, в 68-а и 72-а минута. Крайния резултат е 0:4 за лос кулес. Така Барселона печели 31-ва Купа на краля. През сезон 2020/21 в Шампионската лига, каталунците са в една група с „Ювентус“, „Динамо“ Киев и Ференцварош. Барса печелят 15 точки и завършват на второ място в групата, след като записват в актива си 5 победи и само 1 загуба, от Ювентус с 0:3 в Испания. По този начин лос кулес се класират за елиминационната фаза. Съперник на блаугранас на осминафиналите е френския шампион ПСЖ. На 16 февруари 2021 г. се изиграва първия мач на Камп Ноу. Барса играят нестабилно в защита и вяло в атака, като оставят парижани да диктуват играта. Все пак в 27-а минута Меси бележи от дузпа и открива резултата. Това обаче остава единствения гол за каталунците, а те допускат цели четири. Първо Мбапе се разписва в 32-а и 65-а минута, след това и Кийн бележи в 70-а минута. В 85-та минута, Мбапе оформя своя хеттрик и крайния резултат от срещата – 1:4. На 7 март 2021 г. се провеждат президентски избори в клуба, победител е фаворита Жоан Лапорта, който е избран с над 54 % от гласовете. На 10 март 2021 г. се провежда реванша в Париж. Каталунците започват двубоя нахъсани, създават много положения, гредите на няколко пъти помагат на ПСЖ. Клеман Лангле извършва нарушение в наказателното поле срещу Икарди, след консултация с ВАР, реферът отсъжда дузпа за домакините. В 31-а минута Мбапе бележи от бялата точка. Въпреки това, лос кулес продължават да атакуват и в 37-а минута Меси отбелязва изключително красив гол от над 25 метра. Барса продължават да създават положения и да пропускат, а и Навас прави множество спасявания. В добавеното време на първата част идва ключовия момент в срещата. Отсъдена е дузпа за каталунците след нарушение срещу Гризман. Меси изпълнява, но топката първо се удря в Навас, а след това и в гредата, в крайна сметка гол не е отбелязан. През второто полувреме ПСЖ се стабилизират, започват да владеят повече време топката, Навас продължава с брилянтните си спасявания, а Дембеле и Гризман пропускат чисти положения. В 90-а минута, Мбапе остава сам срещу вратаря, но отправя много неточен шут, който излиза в аут. Мачът завършва при резултат 1:1, така с общ резултат 5:2, парижани се класират за четвъртфиналите, а блаугранас отпадат още в осминафиналната фаза на Шампионската лига.
Жоан Лапорта официално встъпва в длъжност като президент на „Барселона“ на официална церемония, проведена на 18 март, след като печели изборите на 7 март и на 17 март предоставя необходимите финансови гаранции (инвестиции в клуба), които се равняват на 124,6 милиона евро, приблизително равняващи се на 15 % от бюджета на клуба. Според испанските медии Лапорта е подкрепен основно от петата по големина испанска банкова група и известна каталунска компания. Церемонията се състои на Камп Ноу и на нея присъстват около 300 души, сред които Лионел Меси, Серхио Бускетс, Сержи Роберто и Жерар Пике – четиримата капитани на първия отбор на „Барселона“.
Капитаните на женския тим на каталунците също присъстват – Вики Лосада, Сандра Панос, Алексия Путеяс, Марта Торехон и Патри Гуихаро. На церемонията са и капитаните на баскетболния отбор на Барселона – Никола Миротич, Пиер Ориола и Адам Ханга.
Лапорта заема за втори път президентския пост на Камп Ноу, след като ръководи клуба в периода между 2003 и 2010 година. На тържествената церемония, той представя новия борд на директорите, който се състои от 17 мъже и една жена. В своята дълга реч новият бос на Барса заявява, че има доверие на треньора Роналд Куман, както и че ще направи всичко възможно да убеди Меси да остане в клуба.
На 5 август 2021 г. се разбира, че въпреки че „Барселона“ и Лионел Меси са постигнали споразумение и е декларирано ясно намерение от двете страни да подпишат нов договор, сделката не може да се осъществи поради финансови и структурни пречки, породени от разпоредбите на испанската Ла Лига. На 10 август е обявено, че Меси се присъединява към френския ПСЖ с двугодишен договор, с възможност за още една година.
Каталунците започват слабо сезон 2021/22. На 24 октомври 2021 г. в 10-ия кръг от шампионата, Барса губи от Реал Мадрид с 1:2. Три дни по-късно каталунците губят с 1:0 от Райо Валекано. Лошата форма на Барса води до пропадане на девето място в лигата в края на октомври. Това предизвика уволнението на Роналд Куман на 28 октомври. На 8 ноември 2021 г. той е заменен на поста от клубната легенда Шави, който успява да привлече нови зимни попълнения – Феран Торес и Пиер-Емерик Обамеянг.

### Шави (2021 – 2024)
Под ръководството на Шави, лос кулес се стабилизират в Ла Лига. До Коледа спечелват 3 мача, завършват 2 пъти наравно, допускат само 1 загуба. В началото на новата 2022 година, каталунците влизат в серия от 7 поредни победи. Част от тази серия е разгромната победа в Ел Класико на 20 март с 0:4. Два гола отбелязва Обамеянг, по един гол добавят Феран Торес и Роналд Араухо. В крайна сметка блаугранас завършват сезона в Ла Лига на 2-ро място. Записват актив от 73 точки, постигат 21 победи, 10 равенства и допускат 7 загуби. Успяват да отбележат 68 гола и допускат 38 гола. Каталунците започват участието си в турнира за Купата на краля на 5 януари 2022 г. Техен съперник е Линарес. Блаугранас надделяват с 1:2, след голове на Дембеле в 63-а и Ютгла в 69-а минута. Преди това Диас отбелязва за Линарес в 19-а минута. Следващия съперник на лос кулес са баските от Атлетик Билбао. Мачът се изиграва на 20 януари 2022 г. и завършва с успех на Билбао – 3:2. Муняин бележи за баските още в 2-а минута, Торес изравнява в 20-а минута. В 86-а минута Мартинес прави резултата 2:1 за Билбао. След 7 минути обаче, Педри бележи за Барса и изравнява резултата. Стига се до продължения и в 106-а минута Муняин бележи от дузпа и праща Атлетик в следващата фаза на турнира. В Суперкупата на Испания съперник на лос кулес в полуфиналната фаза е Реал Мадрид. Мачът се провежда на 12 януари 2022 г. в Саудитска Арабия. Винисиус открива резултата в 25-а минута. Люк де Йонг съумява да изравни в 41-а минута. В 72-а минута белия балет отново повежда, след гол на Бензема. В 83-а минута каталунците отново изравняват, този път точен е Ансу Фати. Мачът навлиза в продължения, след които белите излизат победител с гол на Валверде в 98-а минута. В груповата фаза на Шампионската лига съперници на лос кулес са отборите на Байерн Мюнхен, Бенфика и Динамо Киев. Каталунците се представят слабо, записват 2 победи срещу Динамо Киев, 1 равенство в домакинството си срещу Бенфика и 3 загуби. Завършват групата си на 3-то място с актив от 9 точки, което им дава шанс да играят в елиминационната фаза на Лига Европа. Първи опонент за Барса в Лига Европа е тима на Наполи. Първата среща е на Камп Ноу и се провежда на 17 февруари 2022 г. Завършва при резултат 1:1. Реваншът се изиграва в Неапол на 24 февруари. Мачът започва отлично за блаугранас, които отбелязват още в 8-а минута, точен е Алба. В 13-а минута Френки де Йонг отбелязва и резултата става 0:2. В 23-а минута Инсиние намалява изоставането на Наполи, след гол от дузпа. Малко преди края на полувремето, Пике бележи и прави резултата 1:3. През второто полувреме Барса бележи още веднъж, в 59-а минута Обаяменг бележи за 1:4. В 87-а минута Политано намалява частично изоставането на Наполи и оформя крайния резултат – 2:4. Така с общ резултат 3:5, лос кулес се класират за следващата фаза на турнира. В осминафиналната фаза на турнира, съперник на блаугранас е турския гранд Галатасарай. На 10 март 2022 г. се провежда първия мач на Камп Ноу, който завършва 0:0. Реваншът е на 17 март в Истанбул и завършва с успех за каталунците с 1:2. Маркао се разписва в 29-а минута за Галатасарай, но Педри в 37-а и Обамеянг в 49-а минута обръщат резултата. Така лос кулес се класират за четвъртфиналите. Там техен съперник е коравия тим на Айнтрахт Франкфурт. Първия мач се провежда на 7 април 2022 г. в Германия и завършва 1:1. За Франкфурт е точен Кнауф в 48-а минута. Феран Торес успява да изравни в 66-а минута. Реваншът е на 14 април 2022 г. на Камп Ноу пред близо 80 000 зрители. Първото полувреме върви изключително зле за лос кулес, след като Костич от дузпа в 4-а минута и Боре в 36-а минута дават преднина на Франкфурт – 0:2. След почивката нещата стават още по-сложни, след като Костич отбелязва отново в 67-а минута. Барселона започва да играе по-активно и да създава повече положения, но така и не успява да реализира. Чак в 91-а минута Бускетс бележи за 1:3, след мощен далечен шут. Това нажежава обстановката на терена, дадено е огромно добавено време, в което лос кулес организират атака след атака, но не намират мрежата на немците. В крайна сметка, Мемфис Депай се разписва от дузпа в 101-а минута и оформя крайния резултат – 2:3. Така с общ резултат 3:4, Айнтрахт Франкфурт се класират за полуфиналите.
На 16 юли 2022 г. е официално обявен дългоочаквания трансфер на полския нападател Роберт Левандовски в Барселона, като договорът е за 3+1 сезона.
Каталунците започват сезон 2022/23 в Ла Лига с домакинско равенство 0:0 срещу Райо Валекано. Следва серия от 7 поредни победи, в която влизат и категорични победи с 1:4 срещу Реал Сосиедад и с 0:3 срещу Севиля. В испанската столица на 16 октомври 2022 г. се изиграва Ел Класико. Мадридчани печелят с 3:1, след голове на Бензема в 12-а минута, на Валверде в 35-а минута и Родриго в 91-а минута от дузпа. Каталунците успяват да върнат едно попадение в 83-а минута чрез Феран Торес. Това е първата загуба на лос кулес през сезона. Следва серия от 13 мача без загуба за каталунците – 12 победи, включително с 3:0 срещу Виляреал, с 4:0 срещу Атлетик Билбао, с 0:1 срещу Атлетико Мадрид, с 1:0 срещу Хетафе, с 3:0 срещу Севиля и с 0:1 срещу Виляреал, както и 1 равенство с Еспаньол – 1:1. На 19 март 2023 г. отново се играе Ел Класико, но този път домакини са лос кулес. Пред 95 745 зрители на Камп Ноу, каталунците печелят с 2:1. Първоначално Араухо си отбелязва автогол в 9-а минута и белите повеждат с 0:1. След това каталунците изравняват резултата чрез гол на Роберто в 45-а минута. В 92-а минута Кесие бележи за 2:1 и носи победата на каталунския гранд.
В крайна сметка лос кулес завършват сезона в Ла Лига на 1-во място и стават за 27-и път шампиони на първенството. Записват актив от 88 точки, постигат 28 победи, 4 равенства и допускат 6 загуби. Успяват да отбележат 70 гола и допускат 20 гола. Блаугранас започват участието си в Купата на краля на 4 януари 2023 г. Техен съперник е Интерсити. Каталунците надделяват с 3:4, след голове на Араухо, Дембеле, Рафиня и Фати. На 19 януари, в следващия кръг на надпревата, съперник е Сеута. Лос кулес печелят с разгромното 0:5 след 2 гола на Левандовски и по един на Рафиня, Фати и Кесие. На 25 януари се изиграва четвъртфиналния двубой с Реал Сосиедад. Блаугранас надделяват с минималното 1:0, след гол на Дембеле в 52-а минута. На 2 март 2023 г. се изиграва първия полуфинален двубой срещу Реал Мадрид. Каталунците печелят с 0:1, след автогол на Милитао в 26-а минута. Реваншът е на 5 април 2023 г. на Камп Ноу пред 94 902 зрители. Белите побеждават с 0:4, след като Бензема отбелязва 3 гола, а Винисиус отбелязва 1 гол. Така с общ резултат 1:4, белия балет се класират за финала, а каталунците отпадат. В турнира за Суперкупата на Испания съперник на лос кулес в полуфиналната фаза е Бетис. Мачът завършва при резултат 2:2 след изиграни 120 минути. Стига се до дузпи, които са спечелени от блаугранас с 2:4. Във финалната среща, съперник е Реал Мадрид. Гави открива резултата в 33-та минута, след това и Левандовски бележи в 45-а минута за 0:2. В 69-а минута се разписва Педри, при което каталунците повеждат с 0:3. Почетния гол за мадридчани е отбелязан от Бензема в 93-та минута. Така с краен резултат 1:3, лос кулес печелят Суперкупата на Испания за 14-и път.
В груповата фаза на Шампионската лига съперници на блаугранас са отборите на Байерн Мюнхен, Интер и Виктория Пилзен. Каталунците отново се представят слабо, записват 2 победи срещу Виктория Пилзен, 1 равенство в домакинството си срещу Интер и 3 загуби. Завършват групата си на 3-то място със 7 точки, което им дава шанс да играят в елиминационната фаза на Лига Европа. Първи опонент за Барса в Лига Европа е тима на Манчестър Юнайтед. Първата среща е на Камп Ноу и се провежда на 16 февруари 2023 г. Маркос Алонсо бележи за 1:0 в 50-та минута, но Рашфорд изравнява резултата в 53-та минута. В 59-а минута Кунде си отбелязва автогол и червените дяволи повеждат с 1:2. В 76-та минута Рафиня се разписва за домакините и оформя крайния резултат – 2:2. Реваншът се изиграва в Манчестър на 23 февруари. В 18-та минута Левандовски бележи от дузпа. След това домакините съумяват да постигнат пълен обрат. В 47-та минута Фред отбелязва гол и изравнява резултата. В 73-та Антъни бележи и оформя крайния резултат – 2:1. Така с общ резултат 4:3, Манчестър Юнайтед се класират напред в надпреварата.
На 26 юни 2023 г. е официално обявен трансферът на германския полузащитник Илкай Гюндоган, като договорът му е за две години до лятото на 2025 г. 
Блаугранас започват сезон 2023/24 с равенство 0:0 при гостуването на Хетафе. Следва серия от 9 мача без загуба за каталунците – 7 победи и 2 равенства. На 28 октомври 2023 г. се изиграва първото Ел Класико за сезона, като Барса губи мача с 1:2. Гюндоган бележи за лос кулес в 6-та минута, но с два гола на Белингам в 68-та и 92-та минута Реал Мадрид правят пълен обрат. В следващите си мачове каталунците побеждават Реал Сосиедад с 0:1, Алавес с 2:1, завършват 1:1 с Райо Валекано, побеждават Атлетико Мадрид с 1:0 и губят от сензационно представящия се тим на Жирона с 2:4. На 27 януари 2024 г. каталунците губят тежко от Виляреал с 3:5. След това лос кулес записват серия от 10 мача без загуба – 8 победи и 2 равенства. На 21 април 2024 г. отново един срещу друг се изправят отборите на Барселона и Реал Мадрид. Каталунците повеждат в 6-та минута с гол на Кристенсен, но Винисиус изравнява резултата в 18-та минута. В 69-та минута с гол на Фермин лос кулес повеждат с 1:2. Мадридчани обаче правят пълен обрат и печелят мача с 3:2, чрез голове на Лукас Васкес в 73-та и Белингам в 91-та минута. На 26 май 2024 г. каталунците гостуват на Севиля в последния кръг от сезона. Този двубой също така е последния, в който Шави е треньор на Барселона, след като малко по-рано е обявено, че той няма да е начело на отбора през следващия сезон. Лос кулес повеждат в резултата с гол на Левандовски в 15-та минута. Севилци изравняват резултата в 31-та минута с гол на Ен Несири. В 59-та минута Фермин бележи за 1:2 и каталунците печелят срещата. В крайна сметка лос кулес завършват сезона в Ла Лига на 2-ро място. Записват актив от 85 точки, постигат 26 победи, 7 равенства и допускат 5 загуби. Успяват да отбележат 79 гола и допускат 44 гола. Блаугранас започват участието си в Купата на краля на 7 януари 2024 г. Техен съперник е Барбастро. Каталунците надделяват с 2:3, след голове на Фермин, Рафиня и Левандовски. На 18 януари, в следващия кръг на надпреварата, съперник е Унионистас. Блаугранас печелят с 1:3, след голове на Феран Торес, Кунде и Балде. На 24 януари се изиграва четвъртфиналния двубой с Атлетик Билбао. Атлетик побеждават с 4:2 след продължения и отстраняват Барса от турнира след попадения на Гурузета, Сансет, Иняки Уилямс и Нико Уилямс. В турнира за Суперкупата на Испания съперник на лос кулес в полуфиналната фаза е Осасуна. Мачът завършва с победа за Барса с 2:0 след голове на Левандовски в 59-та и Ламин Ямал в 93-та минута. Във финалната среща на 14 януари, съперник е Реал Мадрид. Винисус се разписва в 7-та и 10-та минута, Левандовски намалява пасива за каталунците с гол в 33-та минута. В 39-та минута Винисиус бележи от дузпа и оформя своя хеттрик. В 64-та минута Родриго се разписва и оформя крайния резултат – 4:1 за Реал.
В груповата фаза на Шампионската лига съперници на блаугранас са отборите на Порто, Шахтьор Донецк и Антверп. Каталунците записват 4 победи и 2 загуби, две победи срещу Порто, по една победа срещу Шахтьор и Антверп, а загубите са при гостуванията на Шахтьор и Антверп. Завършват групата си на 1-во място с актив от 12 точки, което ги класира за осминафиналната фаза на турнира. Там техен съперник е Наполи. Първата среща се изиграва на 21 февруари в Неапол. В 60-та минута Левандовски се разписва и Барса повежда с 0:1, но Осимен съумява да отбележи в 75-та минута и оформя крайния резултат – 1:1. Реваншът се изиграва в Барселона на 12 март. В 15-та минута Фермин открива резултата, а две минути по-късно Кансело прави резултата 2:0 в полза на Барса. В 30-та минута Рахмани бележи и намалява изоставането на Наполи. В 83-та минута Левандовски се разписва и оформя крайния резултат – 3:1. Така с общ резултат 4:2, лос кулес се класират за четвъртфиналната фаза на турнира. Там техен съперник е ПСЖ, воден от Луис Енрике, бившия мениджър на Барселона. На 10 април се изиграва първата среща в Париж. Рафиня бележи в 37-та минута, а Дембеле изравнява резултата в 48-та минута. Парижани правят пълен обрат в 51-та минута с гол на Витиня. В 62-та минута Рафиня отново бележи и прави резултата 2:2. В 77-та минута Кристенсен отбелязва гол, а каталунците правят пълен обрат и печелят с 2:3. Реваншът се изиграва на 16 април в Барселона. Каталунците започват добре мача и повеждат в резултата с гол на Рафиня в 12-та минута. В 29-та минута обаче Араухо е изгонен, лос кулес остават с 10 души на терена и събитията се преобръщат в полза на ПСЖ. В 40-та минута Дембеле изравнява резултата, след това в 54-та минута се разписва Витиня, а Мбапе отбелязва два гола в 61-та минута от дузпа и в 89-та минута, като оформя крайния резултат – 1:4. Така с общ резултат 4:6, ПСЖ се класират напред в надпреварата.

### Ханс-Дитер Флик (2024 – настояще)
На 29 май 2024 г. от Барселона официално представят Ханс-Дитер Флик като новия старши-треньор на тима. Той подписва договор за 2 години, който ще завърши на 30 юни 2026 г.
Каталунците започват сезон 2024/25 в Ла Лига по най-добрия възможен начин, със 7 поредни победи: срещу Валенсия (1:2), Атлетик Билбао (2:1), Райо Валекано (1:2), Валядолид (7:0), Жирона (1:4), Виляреал (1:5) и Хетафе (1:0). Първата загуба за блаугранас идва на 28 септември 2024 г., след като са победени от Осасуна с 4:2. На 26 октомври 2024 г. се състои първото Ел Класико за сезона. При гостуването си на Сантиаго Бернабеу, Барса постига разгромна победа с 0:4, след като Левандовски отбелязва на два пъти, в 54-та и 56-та минута, Ямал бележи в 77-та, а Рафиня подпечатва победата с гол в 84-та минута. През ноември каталунците записват противоречиви резултати, след като два пъти допускат поражения, съответно от Реал Сосиедад (1:0) и Лас Палмас (1:2), също така завършват наравно със Селта Виго (2:2). През декември лос кулес разгромяват Майорка с 1:5, завършват наравно 2:2 с Бетис и губят от Леганес с 0:1 и от Атлетико Мадрид с 1:2. Каталунците започват новата 2025 година с равенство 1:1 срещу Хетафе. След това обаче навлизат в прекрасна серия и постигат 9 поредни победи, съответно срещу Валенсия, Алавес, Севиля, Райо Валекано, Лас Палмас, Реал Сосиедад, Атлетико Мадрид, Осасуна и Жирона. На 11 май 2025 г. се изиграва второто Ел Класико в първенството. Каталунците отново надделяват над Реал Мадрид, този път с 4:3. Мбапе открива резултата в 5-та минута, след това отново отбелязва и резултата става 0:2 в полза на мадридчани. Барселона достигат до пълен обрат, след гол на Ерик Гарсия в 19-та минута, на Ламин Ямал в 32-ра минута и два гола на Рафиня в 34-та и 45-та минута. През второто полувреме Мбапе прави хеттрик след като бележи в 70-та минута и оформя крайния резултат в мача. В крайна сметка Барселона завършват на първо място в Ла Лига и стават шампиони за 28-и път в историята си. Записват актив от 88 точки, постигат 28 победи, 4 равенства и 6 загуби. Успяват да отбележат 102 гола и допускат 39 гола.
Блаугранас започват участието си в Купата на краля на 4 януари 2025 година срещу отбора на Барбастро, който е победен с 0:4. На 15 януари, в осминафиналите съперник на лос кулес е Бетис, който е победен с разгромното 5:1. На 6 февруари, в четвъртфиналата фаза на турнира Барселона се изправя срещу Валенсия и побеждава с категоричното 0:5. На 25 февруари 2025 г. се изиграва първия мач от полуфиналния сблъсък между Барселона и Атлетико Мадрид, като двата отбора завършват 4:4. В реванша на 2 април, лос кулес побеждават с минималното 0:1 след гол на Феран Торес в 27-та минута и с общ резултат 4:5 се класират за финала. Финалът се изиграва на 26 април 2025 г. и противопоставя Барселона и Реал Мадрид. Каталунците повеждат в 28-та минута след гол на Педри, но Мбапе изравнява резултата в 70-та минута, а Чуамени в 77-та минута прави резултата 1:2 за мадридчани. Лос кулес успяват да стигнат до изравняване, след гол на Феран Торес в 84-та минута. Така двубоя стига до продължения, в които Жул Кунде бележи в 116-та минута и в крайна сметка Барселона печели с 3:2 и завоюва Купата на краля.
В турнира за Суперкупата на Испания съперник на Барса в полуфинала е Атлетик Билбао. Мачът се изиграва на 8 януари 2025 година и завършва с победа за лос кулес с 0:2, след голове на Гави в 17-та и на Ямал в 52-ра минута. Финалът на турнира се състои на 12 януари и противопоставя Барселона и Реал Мадрид. Мадридчани откриват резултата в 5-та минута след гол на Килиан Мбапе. До края на първото полувреме каталунците правят пълен обрат след голове на Ямал в 22-ра минута, на Левандовски от дузпа в 36-та минута, на Рафиня в 39-та минута и на Балде в десетата минута от добавеното време. През второто полувреме отново Рафиня бележи в 48-та минута, а Родриго връща един гол в 60-та минута и прави резултата 2:5. Така завършва финала и Барселона печелят Суперкупата на Испания.
В основната фаза на Шампионска лига Барселона завършва на 2-ро място с актив от 19 точки, след като постига 6 победи, 1 равенство и допуска 1 загуба. Лос кулес побеждават отборите на Йънг Бойс (5:0), Байерн Мюнхен (4:1), Цървена звезда (2:5), Брест (3:0), Борусия Дортмунд (2:3) и Бенфика (4:5). Завършват наравно с Аталанта (2:2) и губят от Монако (2:1). В осминафиналната фаза на турнира съперник на блаугранас е Бенфика. В първия мач каталунците побеждават с 0:1, след гол на Рафиня в 61-та минута. В реванша Барселона побеждава с 3:1, след като Рафиня открива резултата в 11-та минута, Отаменди изравнява в 13-та минута, но с голове на Ямал в 27-та и на Рафиня в 42-та минута е подпечатана победата за лос кулес с общ резултат 4:1. На четвъртфиналите Барса се изправят срещу Борусия Дортмунд. В първия мач, лос кулес побеждават с категоричното 4:0, след голове на Рафиня в 25-та минута, на Левандовски в 48-та и 66-та минута и на Ямал в 77-та минута. Реваншът в Дортмунд завършва с победа за домакините с 3:1, след хеттрик на Гираси в 11-та минута от дузпа, в 49-та и в 76-та минута. Единствения гол за Барселона е всъщност автогол на Бенсебайни в 54-та минута. Въпреки силния мач изигран от германския гранд, блаугранас се класират напред с общ резултат 3:5. Съперник на Барселона в полуфиналите е италианския гранд Интер. Първия мач се изиграва на 30 април 2025 г. и завършва 3:3. Тюрам бележи още в 1-та минута, а в 21-та минута Дъмфрис удвоява аванса на италианците. Ямал бележи в 24-та минута, а Феран Торес изравнява резултата след гол в 38-та минута. Дензъл Дъмфрис отново бележи в 64-та минута, а в следващата минута Зомер си отбелязва автогол и оформя ремито между двата тима. Реваншът се провежда в Милано на 6 май. Лаутаро Мартинес открива резултата в 21-та минута, а Чалханоглу бележи от дузпа в първата минута от добавеното време на първото полувреме и прави резултата 2:0. През второто полувреме лос кулес се връщат в мача след голове на Ерик Гарсия в 54-та, на Олмо в 60-та минута и дори правят пълен обрат за 2:3 след гол на Рафиня в 87-та минута. Така каталунците повеждат с 5:6 в общия резултат. Интер обаче изравняват и правят резултата 3:3, а общия резултат става 6:6, след гол на Ачерби в 93-та минута. Така мачът отива в продължения, в които Фратези бележи в 99-та минута и оформя крайния резултат 4:3, като общия резултат става 7:6 в полза на Интер. По този начин каталунците отпадат от турнира, а италианския гранд отива на финал.

## Исторически емблеми
- 1899
- 1900

## Успехи

### Национални
Примера дивисион
- Шампион (28): 1929, 1944/45, 1947/48, 1948/49, 1951/52, 1952/53, 1958/59, 1959/60, 1973/74, 1984/85, 1990/91, 1991/92, 1992/93, 1993/94, 1997/98, 1998/99, 2004/05, 2005/06, 2008/09, 2009/10, 2010/11, 2012/13, 2014/15, 2015/16, 2017/18, 2018/19, 2022/23, 2024/25
- Вицешампион (28): 1929/30, 1945/46, 1953/54, 1954/55, 1955/56, 1961/62, 1963/64, 1966/67, 1967/68, 1970/71, 1972/73, 1975/76, 1976/77, 1977/78, 1981/82, 1985/86, 1986/87, 1988/89, 1996/97, 1999/2000, 2002/04, 2006/07, 2011/12, 2013/14, 2016/17, 2019/20, 2021/22, 2023/24

 Копа дел Рей
- Носител (32): рекорд 1910, 1912, 1913, 1920, 1922, 1925, 1926, 1928, 1942, 1951, 1952, 1952/53, 1957, 1958/59, 1962/63, 1967/68, 1970/71, 1977/78, 1980/81, 1982/83, 1987/88, 1989/90, 1996/97, 1997/98, 2008/09, 2011/12, 2014/15, 2015/16, 2016/17, 2017/18, 2020/21, 2024/25
- Финалист (12): 1902, 1919, 1932, 1936, 1954, 1973/74, 1983/84, 1985/86, 1995/96, 2010/11, 2013/14, 2018/19

Суперкупа на Испания
- Носител (15): рекорд 1983, 1991, 1992, 1994, 1996, 2005, 2006, 2009, 2010, 2011, 2013, 2016, 2018, 2023, 2025
- Финалист (12): 1985, 1988, 1990, 1993, 1997, 1998, 1999, 2012, 2015, 2017, 2020, 2024

Купа Ева Дуарте
- Носител (3): рекорд 1948, 1952, 1953
- Финалист (2): 1949, 1951

 Купа на лигата
- Носител (2): рекорд 1982/83, 1985/86

Копа де Оро Аржентина
- Носител (1): рекорд 1945

Средиземноморска Лига
- Носител (1): 1937

Копа Макайя
- Носител (1): 1901/02
- Финалист (1): 1900/01

Купа на Барселона
- Носител (1): 1902/03

Шампионат на Каталония
- Шампион (21): рекорд 1904/05, 1908/09, 1909/10, 1910/11, 1912/13, 1915/16, 1918/19, 1919/20, 1920/21, 1921/22, 1923/24, 1924/25, 1925/26, 1926/27, 1927/28, 1929/30, 1930/31, 1931/32, 1934/35, 1935/36, 1937/38
- Вицешампион (7): 1906/07, 1907/08, 1911/12, 1914/15, 1922/23, 1932/33, 1936/37

Купа на Каталония
- Носител (8): рекорд 1990/91, 1992/93, 1999/00, 2003/04, 2004/05, 2006/07, 2012/13, 2013/14
- Финалист (9): 1995/96, 1996/97, 1997/98, 2000/01, 2001/02, 2005/06, 2007/08, 2009/10, 2010/11

Суперкупа на Каталония
- Носител (2): рекорд 2014, 2017
- Финалист (2): 2016, 2018

### Международни
- Шампионска лига (КЕШ):
  -  Носител (5): 1991/92, 2005/06, 2008/09, 2010/11, 2014/15
  -  Финалист (3): 1962, 1986, 1994
- Купа на носителите на купи (КНК):
  -  Носител (4): 1979, 1982, 1989, 1997
- Купа на УЕФА/ Купа на Панаирните градове:
  -  Носител (3): 1958, 1960, 1966
- Суперкупа на Европа:
  -  Носител (5): 1992, 1997, 2009, 2011, 2015
  -  Финалист (3): 1998, 2000, 2018
- Световно клубно първенство
  -  Носител (3): 2009, 2011, 2015
- Малка Световна купа
  -  Носител (2): (рекорд) 1952, 1956
  -  Финалист (1): 1963
- Латинска купа
  -  Носител (2): 1955, 1957
- Иберо-американска купа
  -  Носител (1): (рекорд) 1994
- Иберийска купа
  -  Финалист (1): 2000
- Купа Франц Бекенбауер
  -  Носител (1): 2010
- Купа Сантяго Бернабеу
  -  Носител (28): (рекорд) 1981, 1983, 1984, 1985, 1987, 1989, 1991, 1994, 1995, 1996, 1997, 1998, 1999, 2000, 2003, 2005, 2006, 2007, 2008, 2009, 2010, 2011, 2012, 2013, 2015, 2016, 2017, 2018
  -  Финалист (9): 1980, 1986, 1988, 1990, 1992, 1993, 2001, 2002, 2004

### Приятелски турнири
- Купа Франц Бекенбауер
  -  Носител (1): 2007
- Купа Жоан Гампер
  -  Носител (47[6]): рекорд 1966, 1967, 1968, 1969, 1971, 1973, 1974, 1975, 1976, 1977, 1979, 1980, 1983, 1984, 1985, 1986, 1988, 1990, 1991, 1992, 1995, 1996, 1997, 1998, 1999, 2000, 2001, 2002, 2003, 2004, 2006, 2007, 2008, 2010, 2011, 2013, 2014, 2015, 2016, 2017, 2018, 2019, 2020, 2021, 2022, 2023, 2025
- Купа на Париж
  -  Носител (1): 2012
- Международна Купа на шампионите
  -  Носител (1): 2017
- Ауди къп:
  -  Носител (1): 2011

## Професионален отбор

### Настоящ състав
Актуален към 11 август 2025 г.